# Siódemka (bilard)

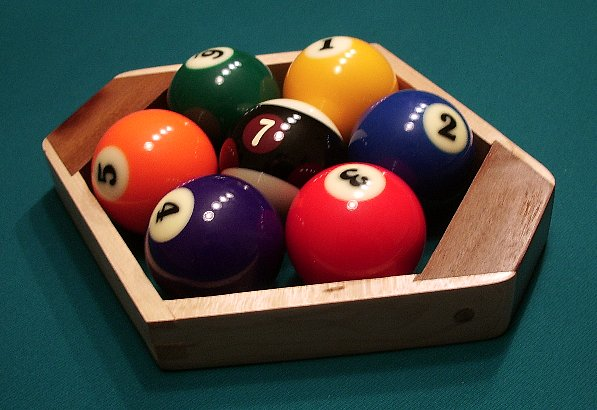

Siódemka (język angielski: seven-ball) to gra bilardowa będąca odmianą gry w dziewiątkę. Przeznaczona jest dla dwóch bądź trzech graczy w dowolnym stopniu zaawansowania.

## Używane bile
Biała bila rozgrywająca oraz siedem bil ponumerowanych kolejno od 1 do 7.

## Ustawienie początkowe
Bile znajdują się w trójkącie w kształcie sześciokąta – bila nr 7 w środku, 1 z przodu, a reszta od 1 zgodnie z numeracją zgodnie z ruchem wskazówek zegara.

## Cel gry
Być pierwszym graczem, który wbije bez faulu bilę nr 7.

## Zasady
Gracza rozbijającego wybiera się poprzez losowanie. Po rozbiciu przeciwnik rozbijającego wybiera lewą bądź prawą stronę stołu. Przy uderzeniu biała bila musi jako pierwsza dotknąć bili o najmniejszym numerze na stole. Wygrywa osoba, która wbije bilę nr 7 do łuzy po swojej stronie stołu.

## Podstawowa strategia
Jeśli na stole zostało więcej bil niż gracz jest w stanie wbić w jednej turze, nie warto wbijać bil od najniższej, lecz zasłonić przeciwnikowi bilę o najniższym numerze na stole, bądź spowodować przesunięcie jej jak najbliżej swojej strony stołu. Jeśli wtedy przeciwnik popełni faul jest duża szansa na wygraną. Jako że wbicie bili nr 7 jako ostatniej nie jest konieczne warto wbić ją po faulu za pomocą bili o najniższym numerze na stole.